# Абланица (курорт)
Вижте пояснителната страница за други значения на Абланица.
Абланица (на македонска литературна норма: Абланица) е курорт в Северна Македония, разположен източно от градчето Берово, от двете страни на река Брегалница. В селището има около 130 вили и хотели. Тук са съсредоточени най-много археологически обекти в цялата община Берово. Църквата „Света Петка и Света Неделя“ е изписана от местни художници. Абланица е свързана с курорта Равна река в община Пехчево 4 km пътека на североизток. По пътека на юг се стига до Беровско езеро.